# Панамериканский чемпионат по дзюдо 2003
Панамериканский чемпионат по дзюдо 2003 года прошёл 5-6 июня в городе Салвадор (Бразилия) под эгидой Панамериканского союза дзюдо. Чемпионат был 28-м по счёту. В неофициальном командном зачёте победила команда хозяев, получившая 15 наград: 7 золотых, 3 серебряных и 5 бронзовых.

## Медалисты

### Мужчины
| Категория    | Золото                                  | Серебро                                 | Бронза                                                             |
| ------------ | --------------------------------------- | --------------------------------------- | ------------------------------------------------------------------ |
| до 55 кг     | Адриано Ямамото · Бразилия              | Хавьер Гуэдес · Венесуэла               | Эмилиано Гассинери · Аргентина Эрвин Гусман · Чили                 |
| до 60 кг     | Модесто Лара · Доминиканская Республика | Жуан Дерли · Бразилия                   | Хуан Барахона · Эквадор Даниэль Симард · Канада                    |
| до 66 кг     | Энрике Гимарайш · Бразилия              | Хуан Жасинто · Доминиканская Республика | Людвиг Ортис · Венесуэла Хорхе Ленсина · Аргентина                 |
| до 73 кг     | Чак Джефферсон · США                    | Луис Камило · Бразилия                  | Жан-Франсуа Марсо · Канада Ричард Леон · Венесуэла                 |
| до 81 кг     | Флавиу Канту · Бразилия                 | Аарон Коэн · США                        | Ариэль Сганга · Аргентина Хосе Бойссард · Доминиканская Республика |
| до 90 кг     | Карлос Онорато · Бразилия               | Кейт Морган · Канада                    | Хосе Геральдино · Доминиканская Республика Брайан Олсон · США      |
| до 100 кг    | Мариу Сабину · Бразилия                 | Рамон Аяла · Пуэрто-Рико                | Стивен Эдмондс · Канада Артура Мартинес · Мексика                  |
| свыше 100 кг | Даниэль Эрнандес · Бразилия             | Тревор Макальпин · Канада               | Мартин Бунзаяер · США                                              |

### Женщины
| Категория   | Золото                                  | Серебро                        | Бронза                                               |
| ----------- | --------------------------------------- | ------------------------------ | ---------------------------------------------------- |
| до 44 кг    | Ярелис Суэро · Доминиканская Республика | —                              | —                                                    |
| до 48 кг    | Лиззет Ороско · Колумбия                | Саяка Мацумото · США           | Татьяна Лима · Бразилия Анали Родригес · Венесуэла   |
| до 52 кг    | Амината Саль · Канада                   | Чарли Минкин · США             | Флор Веласкес · Венесуэла Фабиан Хукуда · Бразилия   |
| до 57 кг    | Джессика Гарсиа · Пуэрто-Рико           | Мишель Бэкингем · Канада       | Таня Феррейра · Бразилия Осдалис Ренгель · Венесуэла |
| до 63 кг    | Даниэла Круковер · Аргентина            | Грейс Дживиден · США           | Исабель Пирсон · Канада Ваня Исии · Бразилия         |
| до 70 кг    | Мари-Элен Чисхольм · Канада             | Кристина Себастьяно · Бразилия | Элизабет Копес · Аргентина Диана Чала · Эквадор      |
| до 78 кг    | Эдинанси Силва · Бразилия               | Кейви Пинто · Венесуэла        | Эми Коттон · Канада Клаудиа Ривера · Гватемала       |
| свыше 78 кг | Ванесса Замботти · Мексика              | Оля Бергер · Канада            | Кармен Чала · Эквадор Присцила Маркес · Бразилия     |

## Медальный зачёт
*   Принимающая страна (Бразилия)
| Место           | Страна                   | Золото | Серебро | Бронза | Всего |
| --------------- | ------------------------ | ------ | ------- | ------ | ----- |
| 1               | Бразилия*                | 7      | 3       | 5      | 15    |
| 2               | Канада                   | 2      | 4       | 5      | 11    |
| 3               | Доминиканская Республика | 2      | 1       | 2      | 5     |
| 4               | США                      | 1      | 4       | 2      | 7     |
| 5               | Пуэрто-Рико              | 1      | 1       | 0      | 2     |
| 6               | Аргентина                | 1      | 0       | 4      | 5     |
| 7               | Мексика                  | 1      | 0       | 1      | 2     |
| 8               | Колумбия                 | 1      | 0       | 0      | 1     |
| 9               | Венесуэла                | 0      | 2       | 5      | 7     |
| 10              | Эквадор                  | 0      | 0       | 3      | 3     |
| 11              | Гватемала                | 0      | 0       | 1      | 1     |
| 11              | Чили                     | 0      | 0       | 1      | 1     |
| Всего стран: 12 | Всего стран: 12          | 16     | 15      | 29     | 60    |